# Fernando Leal (Maler, 1896)
Fernando Leal (* 26. Februar 1896 in Mexiko-Stadt; † 7. Oktober 1964 in Mexiko-Stadt) war ein mexikanischer Maler und Bildhauer. Er ist der Mitbegründer der mexikanischen Wandmalerbewegung der 20er-Jahre.

## Biografie
Sein Studium absolvierte er an der Freiluftmalschule von Coyoacan unter Alfredo Ramos Martínez gemeinsam mit Gabriel Fernández Ledesma, Rafael Vera de Córdoba, Ramón Alva de la Canal und Fermín Revueltas Sánchez. Danach unterrichtete er an der Academia de San Carlos und bekam 1927 die Stelle als Direktor des Centro Popular de Pintura in Nonoalco. Leal war Gründungsmitglied der Gruppe revolutionärer Maler „30-30“, deren Theoretiker und der Verfasser von Manifesten er war. Mit seiner Enkaustik "La fiesta del Señor de Chalma" (1922–1923) bestimmte er die Thematik und den Stil der muralistischen Bewegung. Dieses Werk befindet sich in der Escuela Nacional Preparatoria, wo auch  Diego Rivera, Jean Charlot, José Clemente Orozco, Ramón Alva de la Canal und David Alfaro Siqueiros arbeiteten.
Am 16. November 1958 wurde sein Sohn Fernando Leal Audirac geboren, der ebenfalls zu den bekannten Künstlern Mexikos zählt. Ein Jahr später gründete Leal eine Kampagne für Künstlerrechte. Sein Buch über die Academia de San Carlos blieb unvollendet. 1983 verfilmte sein Neffe Javier Audirac das Leben und Werk Fernando Leals.

## Werke (Auswahl)
- 1922–1923: „La fiesta del señor de Chalma“ an der Escuela Nacional Preparatoria

- 1927: Fresko "La escala de la vida", Secretaría de Salubridad, Mexiko-Stadt, von Diego Rivera zerstört
- 1930: Fresken des Bolívar-Amphitheaters der Universidad Nacional Autónoma de México
- 1935: Fresko "Neptuno encadenado", Universidad de Panamá, zerstoert nach Befehl des Republikpraesidenten
- 1942: "Fantasmagorías", Mexiko-Stadt
- 1942: Fresken "La epopeya del transporte" y "La edad de la maquina", San Luis Potosí
- 1945–1947: Fresken "Milagro guadalupano", Santuario de la Virgen de Guadalupe, Mexiko-Stadt
- 1958: Mosaik "La historia del teatro en México", San Luis Potosí